# Comcast Spectacor
Comcast Spectacor, L.P., tidigare Spectacor, är ett amerikanskt kommanditbolag baserat i Philadelphia, Pennsylvania och är involverad i underhållning, sport och fastighetsmanagement.
Comcast-Spectacor äger Philadelphia Flyers i NHL och arenan Wells Fargo Center.

## NHL till Philadelphia
Comcast Spectacor:s ordförande och minoritetsägare Edward Snider var delaktig i en ägargrupp 1966 där deras mål var att få ett NHL-lag till Philadelphia, Pennsylvania. 35 år tidigare så hade staden ett lag i NHL, Philadelphia Quakers men dock under bara en säsong, 1930-31. Hela idén med att få ett NHL-lag till Philadelphia började när Snider fått inbjudan att se Boston Celtics i Boston Garden och på väg till arenan fått se en biljettkö där folk stod för att köpa biljetter till Boston Bruins, då jumbolaget i NHL. Ögonblicket fastnade i Sniders minne. När NHL meddelade att man sökte efter nya expansionslag, var Snider snabbt intresserad och tog hjälp av Bill Putnam och Joe Scott för att finansiera NHL:s expansionavgift på 2 miljoner dollar. NHL meddelade den 9 februari, 1966 att Philadelphia fick ett expansionslag. 3 augusti 1966 offentliggjordes att laget skulle komma att heta Philadelphia Flyers, efter att Sniders syster kom på namnet när de var på väg tillbaka från New York till Philadelphia. Flyers debuterade i NHL säsongen 1967-68.

## Ny arena
1974 startade Snider Spectacor som tog över ägandet av Philadelphia Flyers och The Spectrum. 1988 så började Spectacor skissa på en ny arena för Flyers och 76ers eftersom den dåvarande arenan The Spectrum, som idag heter Wachovia Spectrum, var för omodern och inte höll någon vidare klass. 1996 öppnades så arenan som idag heter Wachovia Center, som är fortfarande hemmaarena åt Flyers och 76ers.

## Nytt bolagsnamn
19 mars 1996 meddelade Snider att det amerikanska mediekoncernen Comcast skulle köpa 66 procent av Spectacor för $ 250 miljoner. Bolaget skulle fortsättningsvis ha namnet Comcast Spectacor, L.P. De kvarvarande 34 procenten av bolaget ägs fortfarande av Snider.

## Köpet av 76ers
I april 1996 valde Comcast Specator att köpa det amerikanska basketlaget Philadelphia 76ers i NBA av entreprenören Harold Katz för 130 miljoner US-dollar. Spectacor har varit hyresvärd för 76ers eftersom de delat arena med Flyers sedan 1967.
Den 14 juli 2011 blev det offentligt att Philadelphia 76ers fick nya ägare i miljardären Josh Harris och hans investeringsgrupp som består bland annat av Hollywood-skådespelarparet Will Smith och Jada Pinkett Smith. Comcast Spectacor fick $280 miljoner från försäljningen.

## Tillgångar
- Philadelphia Flyers - NHL
- Philadelphia Fusion - OWL[7]
- Spectra (tidigare Global Spectrum)
  - Wells Fargo Center
  - Wachovia Spectrum
  - Spaladium Arena
  - University of Phoenix Stadium
  - Chester Stadium
  - Hale Arena
  - Kemper Arena
  - The John Labatt Centre
  - The UCF Arena
  - BankUnited Center at the University of Miami
  - University of Massachusetts Mullins Center
  - The Ohio State University Jerome Schottenstein Center
  - The Fargodome
  - The Rose Garden
  - Spartan Stadium
  - Aviators Stadium
  - Sun National Bank Center
  - Glens Falls Civic Center
  - St. Charles Convention Center
  - Sioux Falls Convention Center
  - Overland Park Convention Center
  - Comcast Arena at Everett
  - WFCU Centre